# 1278년

## 연호
- 남송(南宋) 경염(景炎) 3년 / 상흥(祥興) 원년
- 원(元) 지원(至元) 15년
- 일본(日本) 겐지(建治) 4년 / 고안(弘安) 원년
- 쩐 왕조(陳朝) 바오푸(寶符) 6년

## 기년
- 남송(南宋) 단종(端宗) 3년 / 소제(少帝) 원년
- 원(元) 세조(世祖) 19년
- 고려(高麗) 충렬왕(忠烈王) 4년
- 쩐 왕조(陳朝) 성종(聖宗) 21년

## 탄생
안도라 건국

## 사망
- 남송의 제 8대 황제 - 남송 단종